# Barthélemy Chuet
Barthélemy Chuet, mort le 12 juillet 1501 à Nice, est un prélat de la seconde moitié du XVe siècle.

## Biographie

### Origines
Barthélemy Chuet (parfois Chuêt) est mentionné pour la première fois en 1443. Il semble originaire du Dauphiné,.
Il obtient son titre de bachelier en droit canon.

### Carrière religieuse
Barthélemy Chuet est ordonné, en 1443, prêtre.
Il est le chapelain et le secrétaire du duc Louis Ier,.
Il est chanoine de Lausanne (1453-1462) et de Genève (1454-1462). Il est prévôt, en 1455, de la collégiale Sainte-Catherine de Randens (Aiguebelle). Il est administrateur de l'hospice du Grand-Saint-Bernard, de 1459 jusqu'en 1461. Il est prieur d'Ugine, jusqu'en 1462.
Lors de la mort d'Aimon Provana de Leyni, en 1460, le Chapitre de Nice désigne pour successeur l'un des siens, Paul Grassi. Cependant, le pape ne confirme pas l'élection et transfert sur le siège Henri de Albertis, qui ne semble jamais en avoir pris possession. Barthélemy Chuet est nommé, en 1462, par le duc de Savoie, qui avait obtenu du pape l'indult en 1451, sur le trône épiscopal de Nice,. Le pape Pie II confirme le choix du duc, le 15 avril 1462.
Il obtient le vicariat général du diocèse de Genève, en 1464, de la part de l'administrateur apostolique de Genève, Jean-Louis de Savoie, et il est nommé administrateur de Lausanne, en 1469, par le pape Paul II. De par ses différentes charges, il consacre notamment, en 1463, l'église abbatiale Saint-François de Belley, en 1467, le maître autel de l'église de Brenod, en Valromey.
En 1473, alors que l'abbatiat est vacant, le pape, sur la requête de la duchesse-régente Yolande, le nomme abbé, « à titre perpétuel », de Saint-Pons de Nice, en 1473,. Il est le premier abbé commendataire du monastère et ce dernier souhaite que l'abbaye soit uni à l'évêché. La population niçoise en appel à la duchesse Yolande et le pape, par une bulle en 1474, proclame que l'union de l'abbaye à l'évêché cessera à la mort de l'évêque.
Dans son évêché, il consacre l'église Sainte-Croix, dans la banlieue de Nice. Il fonde une chapelle dédiée à Saint Barthélemy, dans la cathédrale Sainte-Marie, en 1489.

### Testament et mort
Barthélemy Chuet teste le 20 octobre 1500, secrétaire de l'abbaye Saint-Pons. Il souhaite que sa sépulture se fasse dans la chapelle qu'il a fait édifier dans la cathédrale Sainte-Marie.
Il est meurt, le 12 juillet 1501, à Nice.

## Monnaie
Plusieurs monnaies — denier, obole, et deux d'argent : parpaiolle et demi parpaiolle — ont été émises sous lors de son administration de l'Église de Lausanne,.

### Fonds d'archives
- « Chuet, Barthélemy (1443-1501) », sur francearchives.gouv.fr.
- Fonds : Barthélémy Chuet (1470-1499).  Cote : C IV 568-569. Chavannes-près-Renens : Archives cantonales vaudoises (présentation en ligne).